# Casa do Assento
A Casa do Assento, ou Casa de São Paio, é uma casa nobre construída no séc. 16 localizada em Pousada, na atual Freguesia de Crespos e Pousada, no Município de Braga, Distrito de Braga, em Portugal.

## História
O atual solar remonta a uma casa que já existia em 1537 quando o então abade da freguesia, Luís Anes Vieira, a emprazou em três vidas ao seu filho João Lopes Vieira, mantendo-se o seu senhorio, desde essa data, na família dos seus descendentes. Até 1597 os emprazamentos eram do domínio direto da igreja de Pousada. Após esta data a casa passou a ser foreira do Convento do Pópulo em Braga.
Nos inícios do século XIX recebeu uma fachada setecentista em estilo saudosista, erigida por iniciativa de José de Macedo Portugal.
O senhorio da casa pertence atualmente a D. Maria Teresa Macedo.

## Genealogia
1. João Lopes Vieira (±1520-±1600), filho do abade Luís Anes Vieira e de Branca Lopes foi emprazado nesta casa a 29 de Outubro de 1537. Casou com Bernardina de Azevedo de quem teve:
2. António de Azevedo (±1540-1618), teve de sua segunda mulher Catarina Pinto:
3. Miguel de Azevedo (±1583-1623), não teve geração, deixou a casa a seu primo João de Brito da Cunha.
4. João de Brito da Cunha (±1590-1656), renovou o prazo em 1623. Bisneto de João Lopes Vieira, foi procurador por Braga às Cortes de D. João IV em 1641 e provedor da Santa Casa da Misericórdia de Braga em 1647. Teve de Margarida Fernandes:
5. António da Cunha de Gusmão (±1610-1691), casou com Inácia de Macedo filha do Feitor e Alcaide de Ormuz, Miguel de Macedo Rebelo, sem geração. Teve de Maria da Cruz:
6. Guiomar da Cunha de Gusmão (±1661-1748), casou com António Rebelo de Macedo Portugal neto do mesmo Miguel de Macedo Rebelo de quem teve o filho único:
7. António de Macedo Portugal (1690-1753), casou em Alcanizes com Micaela Josefa de Cifuentes y Losada, filha do Alcaide desta vila, D. Pedro de Cifuentes y Losada, de quem teve:
8. Inácio de Macedo Portugal (1723-1792), renovou o prazo da casa em 1776. Casou com Francisca Teresa Malheiro da casa do Outeiro da vizinha freguesia de Santa Maria de Moure de quem teve:
9. José de Macedo Portugal (1772-1838), foi oficial de artilharia. Não casou mas teve de Marcelina Rosa:
10. José Maria de Macedo Portugal (1821-1893), casou com Ana Maria Francisca Pereira de Menezes da casa da Pena desta freguesia de S. Paio de Pousada de quem teve:
11. Maria do Loreto Pereira de Macedo Portugal (1862-1950), casada com José António da Cunha de quem teve:
12. Leonel Emílio da Cunha Pereira de Macedo (1882-1946), médico em Lisboa, casado com Cândida Teresa de Jesus da Silva Araújo da casa de Ombra também nesta freguesia, de quem teve:
13. José Pereira de Macedo (1911-1998), médico em Braga, casado com Maria Helena Costa Nunes de Carvalho natural de Lisboa, pais da actual proprietária da casa do Assento.